# Jennifer Gutiérrez Bermejo
Jennifer Gutiérrez Bermejo  (nacida el  20 de febrero de 1995 en Horgen, Suiza) es una jugadora de balonmano española, aunque nacida en Suiza. Juega actualmente en la posición de extremo izquierdo en el Krim esloveno y es internacional absoluta con la Selección femenina de balonmano de España. Ha fichado por el CS Gloria Bistrita 2018 para la temporada 2025/26.

## Trayectoria
Criada en Algeciras (Cádiz), donde sus padres se mudaron cuando ella tenía 6 años, su primer equipo fue el Club Balonmano Algeciras. En la cantera gaditana despuntó y con tan solo 18 años cambió el sur peninsular por la costa levantina para sumarse al Club Balonmano Elche, donde permaneció 2 años, antes de fichar por el Club Balonmano Femenino Málaga Costa del Sol. Tras una temporada en el Atlético Guardés (donde no brilló ni tuvo los minutos que buscaba) volvió al club ilicitano en la temporada 2018-2019, donde permaneció hasta el 2020 bajo las órdenes de Joaquín Rocamora, donde el Elche consiguió el subcampeonato. En la temporada 2020-2021 fichó el Borussia Dortmund de la Bundesliga, equipo con el ganó la Liga en 2021.
Empezó su periplo por Rumanía jugando para el Rapid de Bucarest, al cargo de Carlos Viver, donde coincidió con las españolas Marta López, Ainhoa Hernández, Alicia Fernández e Irene Espínola pero anunció para la temporada siguiente su mudanza al eterno rival, el CSM de Bucarest con el que se proclamó campeona de liga, campeona de la Supercopa y de la Copa Rumana.
Solo duró una temporada más en Rumanía y tras su triplete se mudó al Krim esloveno para el bienio 2024-26. En su primera temporada ganó la Copa de Eslovenia y la Liga. Pero los graves problemas económicas del club de Eslovenia terminaron con la salida de Jennifer al CS Gloria Bistrita 2018 en su primera temporada.

### Clubes
- 2013–15:  Club Balonmano Elche
- 2015–17:  Rincón Fertilidad Málaga
- 2017–18:  Atlético Guardés
- 2018–20:  Club Balonmano Elche
- 2020–22:  Borussia Dortmund
- 2022–23:  Rapid Bucaresti
- 2023–24:  CSM de Bucarest
- 2024–25:  RK Krim
- 2025–:  CS Gloria Bistrita 2018

### Selección
Internacional con España, debutó en la lista del seleccionador español Carlos Viver en los partidos eliminatorios para el Mundial de Alemania 2017. Participó en los Juegos Olímpicos de Tokio.

##### Mundial 2019
Con el combinado nacional consiguió el máximo trofeo que, hasta ahora, tiene la selección española: fue medalla de plata en el Mundial de Japón 2019.

## Balonmano Playa
En el Mundial de Balonmano Playa celebrado en Budapest en el 2016 se proclamó, con la selección española de Balonmano Playa campeona del mundo tras una final de infarto, donde las españolas tuvieron que remontar el set inicial contra Brasil, imponiéndose por 2-1 en el shot-out (8-18, 16-10 y 7-4). De aquel equipo formaban parte otras estrellas del balonmano femenino español como Ivet Musons o Patricia Encinas, Asun Batista o Raquel Caño.
Con el equipo de balonmano Playa Rincón Fertilidad Balonmano Playa se hizo en las arenas canarias de Gran Canaria con el Campeonato de Europa en noviembre del 2016. El equipo dirigido por el malogrado entrenador malagueño Diego Carrasco, superó en la final al equipo húngaro Multichem Szentendrei, ganando en los shoot-outs por 2-1 (12:15, 23:19 y 4:6) levantando la ensaladera que la hacía Campeón de Europa en la Champions Cup 2016.

## Títulos y galardones

### Selección Española
- 1 x Medalla de Plata Campeonato del Mundo de Balonmano (2019)
- 1 x Medalla de Oro Campeonato del Mundo de Balonmano Playa (2017)[13]

### Clubes
- 1 x Bundesliga (2021)[16]
- 1 x Liga de Rumanía (2024)[8]
- 1 x Copa de Rumanía (2024)[17]
- 1 x Liga de Eslovenia (2025)[9]
- 1 x Copa de Eslovenia (2025)[10]
- 1 x Supercopa de Rumanía (2024)[8]
- 1 x Campeonato de Europa de Balonmano Playa (2016)[15]

### Otros galardones
- Máxima goleadora de la temporada 2019-2020 en la Liga Guerreras Iberdrola con 131 tantos.
- Mejor jugadora (MVP) de la Liga Guerreras Iberdrola[18] tras ganar en la votación final a la portera del Super Amara Bera Bera, Renata Arruda, y la jugadora del KH-7 Granollers, Giulia Guarieiro.
- 2 x Deportista del Año de Algeciras (2019, 2024)[19]